# Anoor, Chintamani
Anoor là một làng thuộc tehsil Chintamani, huyện Kolar, bang Karnataka, Ấn Độ.